# Julio Anderson
Julio Anderson Montalivet  (Viña del Mar, Chile, 10 de julio de 1949-25 de noviembre de 2023) fue un médico y músico chileno, que tocó el bajo para la banda Los Jaivas en 1975.

## Carrera musical
Su participación sirvió para reemplazar a Mario Mutis, el bajista original de la banda, quien la había abandonado en 1975. Así, grabó con el grupo, El Indio, uno de sus más aplaudidos álbumes, y editado el mismo año. En él se destacan sus contribuciones en los temas "La Conquistada" y "Tarka y Ocarina", en los que aparecen sus personales líneas de bajo y se aprecia su cercanía con el rock en la forma de tocarlo.
Anderson deja Los Jaivas a finales de 1975 y es reemplazado por el uruguayo Pájaro Canzani. Durante 1997 se vuelve a presentar con la banda en algunos conciertos en Chile.
Falleció el 25 de noviembre de 2023, a sus 74 años.